# Urophora campestris
Urophora campestris
 es una especie de insecto díptero del género Urophora, familia Tephritidae. Ito lo describió científicamente por primera vez en el año 1983.